# Бережанский стекольный завод

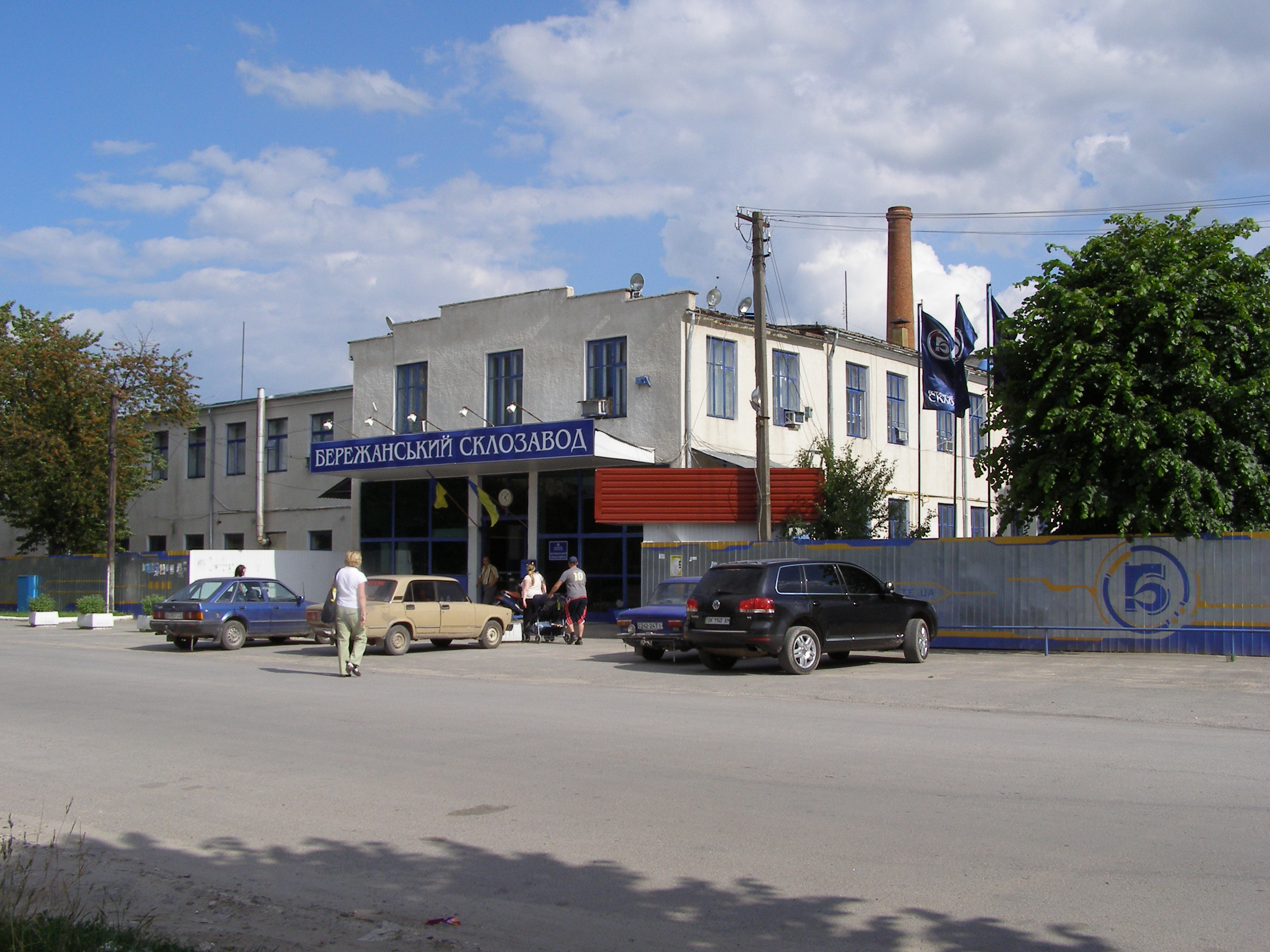
Бережанский стекольный завод (2008 год)

Бережанский стекольный завод — промышленное предприятие в городе Бережаны Бережанского района Тернопольской области.

## История
Стеклозавод был построен в соответствии с седьмым пятилетним планом развития народного хозяйства СССР на базе цеха местного промкомбината и введён в эксплуатацию 19 декабря 1961 года.
В первые годы предприятие имело только один производственный цех и насчитывало 288 работников, в дальнейшем были построены новые цеха и количество рабочих увеличилось. Стеклозавод работал в производственной кооперации с находившимся здесь овощесушильно-консервным заводом (для которого он выпускал стеклянные банки).
К началу 1990х годов завод специализировался на производстве стеклянных банок для консервирования пищевых продуктов, кафельной плитки, стеклоизделий для бытовых светильников, изделий из гладкого и декорированного столового стекла - посуды (стаканы, бокалы, фужеры, салатницы и др.) и подарочных изделий, а также изготавливал иные изделия хозяйственно-бытового назначения (стеклянные вазы, пепельницы и др.).
В целом, в советское время завод входил в число ведущих предприятий города.
После провозглашения независимости Украины, в 1993 году государственное предприятие было преобразовано в открытое акционерное общество и передано в ведение государственной корпорации «Укрбудматеріали». 
В мае 2004 года при заводе был открыт фирменный магазин "Світ скла".
По объёму налоговых отчислений, в 2005 году завод входил в число крупнейших действующих предприятий Тернопольской области. В начале ноября 2007 года численность работников предприятия составляла 890 человек.
По состоянию на начало 2008 года завод был крупнейшим производителем стеклянной посуды на территории Украины. Начавшийся экономический кризис, вступление Украины в ВТО в мае 2008 года и последовавшее за этим увеличение объема импорта стеклянной посуды иностранного производства осложнили положение завода и в начале декабря 2008 года количество рабочих на предприятии было сокращено на 453 человека.
В 2010 году завод остановил производственную деятельность и в дальнейшем был выставлен на продажу.